# Андреевская улица (Киев)
Андре́евская у́лица — улица в Подольском районе города Киева. Пролегает от улицы Боричев ток (с которой соединяется ступенями) до Набережно-Крещатицкой улицы.
Примыкают улицы Покровская, Петра Сагайдачного и Братская.

## История
Одна из древних улиц Киева, с самого начала известная под таким же названием, от Андреевской церкви, возведённой в середине XVIII ст. (улица направлена в сторону церкви; такое направление улицы было предусмотрено городским архитектором А. Меленским). После пожара 1811 года трасса улицы в своём начале была изменена, в конечной части — проложена «с нуля».

## Застройка
По городскому расписанию Андреевская улица принадлежала ко II разряду. Существующая застройка относится преимущественно ко 2-й половине XIX — началу XX ст. Однако существует и более старая застройка (первая половина XIX столетия).
Здание № 1 (на пересечении с Покровской улицей) возведено в 1892 году на средства мецената Михаила Дегтерёва, для незамужних вдов с детьми, из-за чего здание получило название «Здание для вдов». Автор проекта — архитектор В. Николаев.
Здание № 2 было возведено в 1902 году, в кирпичном стиле, по заказу собственника усадьбы — селянина Л. Килесса. Первый этаж предназначен под торговые помещения, второй и третий — для размещения еврейского молитвенного места (второй этаж — для мужчин, третий — для женщин). В 1910-х годах здесь также размещалась еврейская начальная религиозная школа — хедер. В архитектурном плане здание представляет собой прямоугольное здание, решённое в кирпичном стиле с чертами ренессанса. Основным архитектурным мотивом в оформлении фасада является ритмично размещённые оконные прорези: арочные — на уровне второго этажа, прямоугольные — на уровне третьего. Первоначально здание имело три этажа, в 2000-х годах надстроили ещё три этажа.
Здание № 9 — бывший доходный дом Бройде, возведённый в конце XIX столетия, в эклектичном стиле. Представляет собой четырёхэтажное кирпичное строение с подвалом, планировка секционная. Композиция фасада симметричная, подчёркнутая центральным эркером с главой. Является характерным примером жилого здания периода эклектизма.
На Андреевской улице также находится первая городская электростанция (дом № 19), которая в своё время была первой электростанцией России, вырабатывавшей переменный ток. Ныне весь комплекс сооружений электростанции, к которому относятся главное и административное здания, распределительная подстанция, насосная станция и кирпичный дымоход, является памятниками истории и развития техники города. Здание станции возведено в 1898—1906 годах, по проектам архитекторов Г. Шееля и Ф. Шеффеля.
дома 3/29, 7, 11/7, 15 возведены в конце XIX — в начале XX ст.

## Важные учреждения
- № 1 — Университет банковского дела при НБ Украины;
- № 2 — Укрсиббанк, главный офис;
- № 4 — ПУМБ, главный офис;
- № 15 — Институт социальной и политической психологии НАПН Украины;
- № 19 — Институт угольных электротехнологий НАН Украины.

## Транспорт
- Станция метро «Контрактовая площадь»
- Станция метро «Почтовая площадь»
- Автобусы  62 (по ул. Петра Сагайдачного)
- Маршрутные такси: 238 (по ул. Петра Сагайдачного); 500 (по ул. Братской)

## Изображения

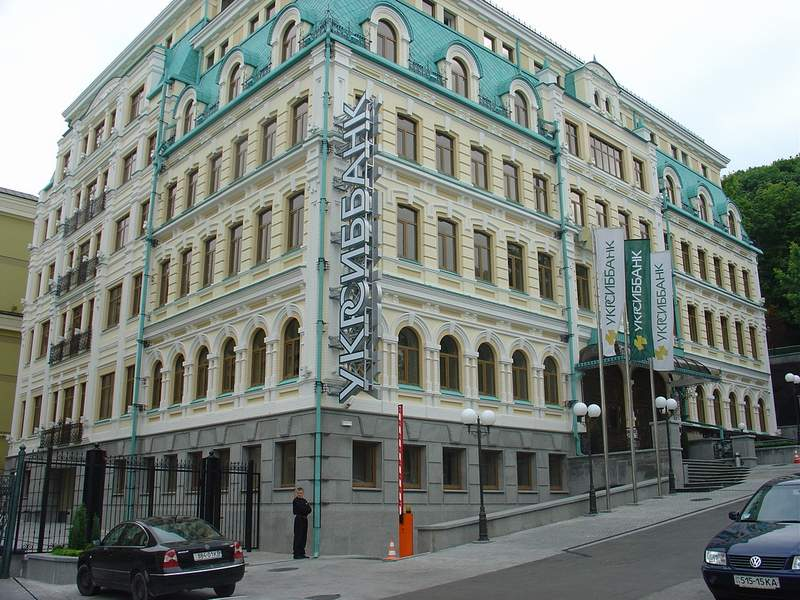
ул. Андреевская, 2/12
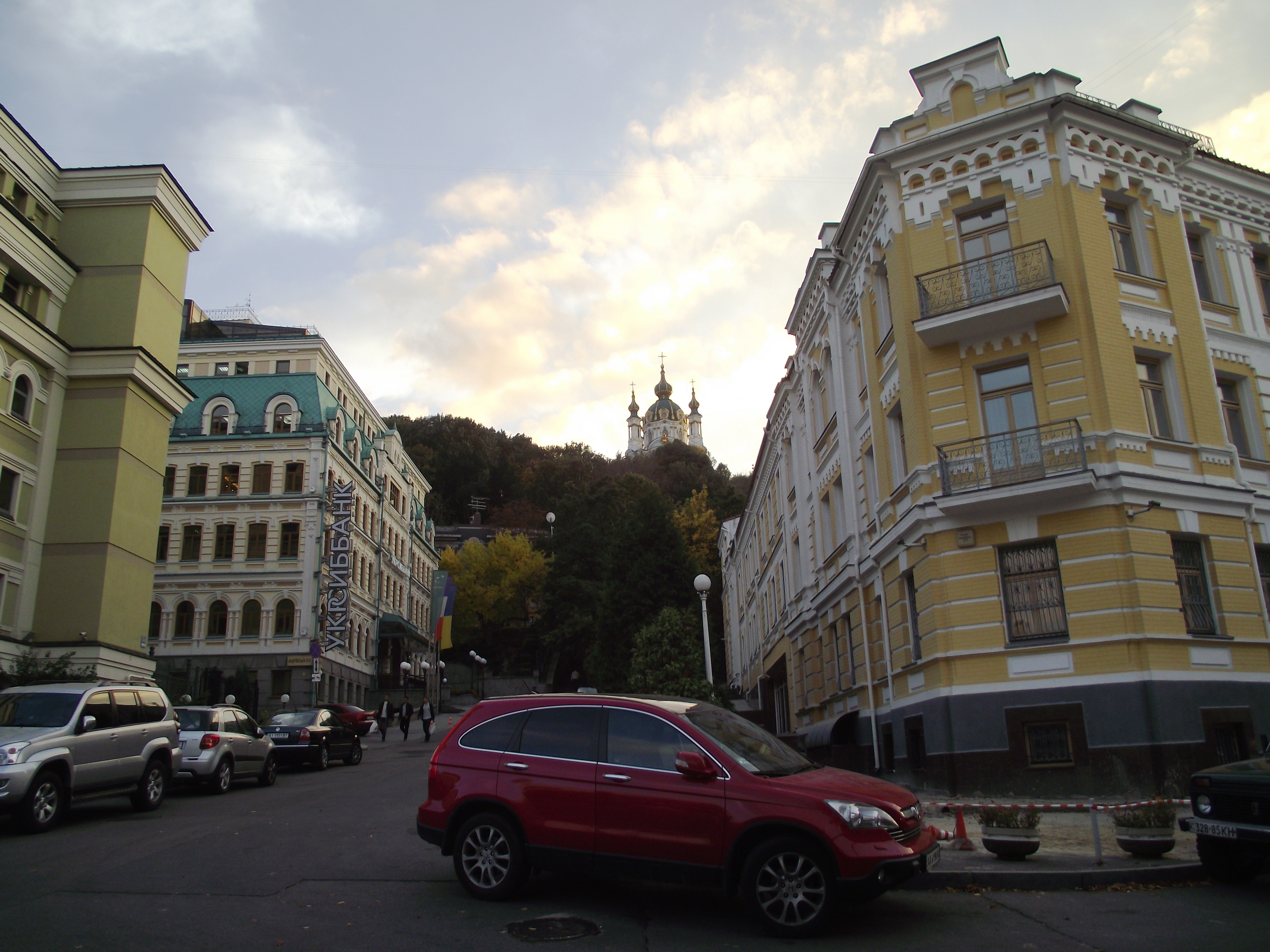
Начало Андреевской улицы
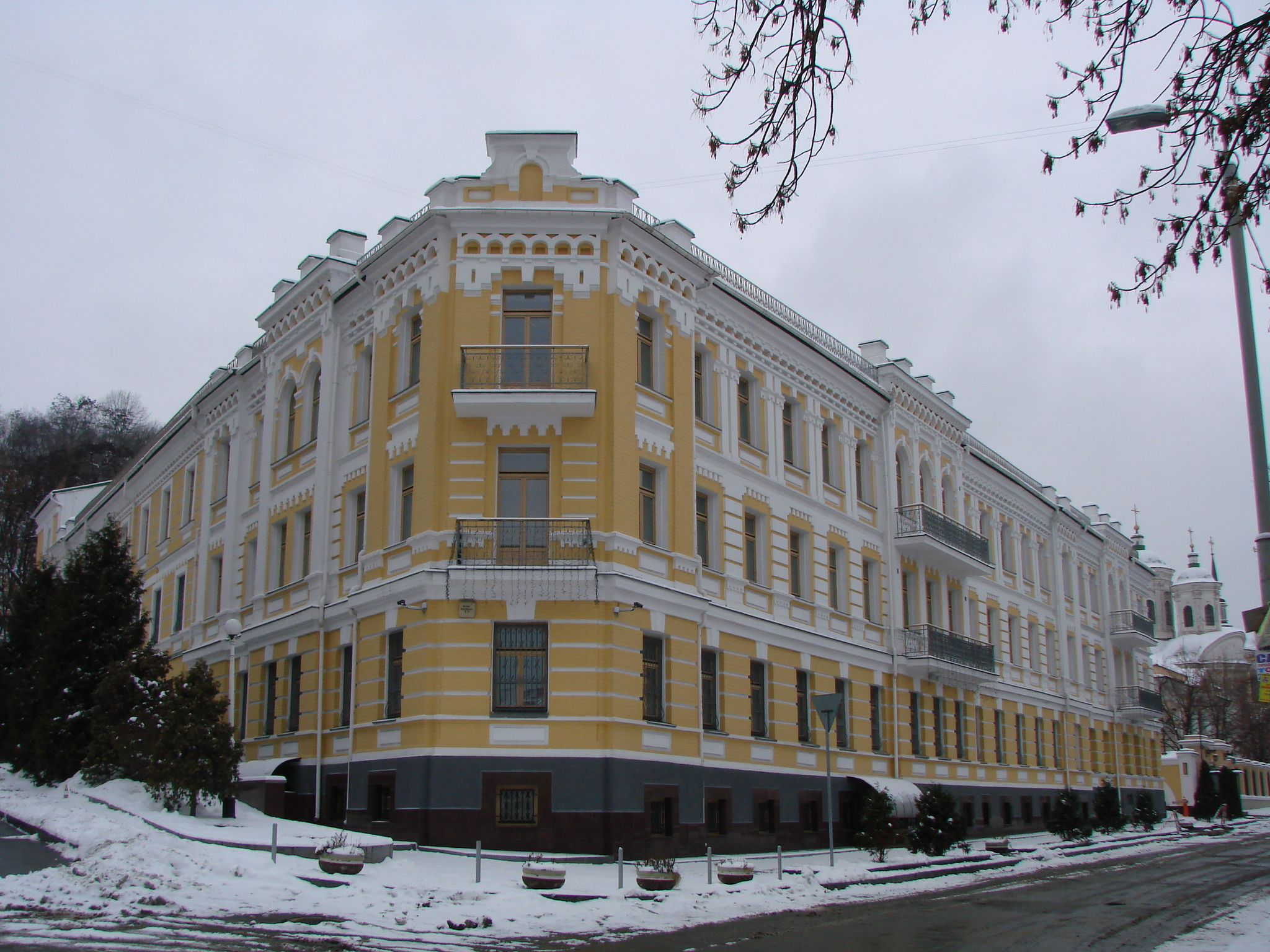
Дом для вдов Дегтеревых М.П. и Е.И.

## Географические координаты
Координаты начала 50°27′36″ с. ш. 30°31′12″ в. д.
Координаты конца 50°27′48″ с. ш. 30°31′31″ в. д.